# Departament Cainguás

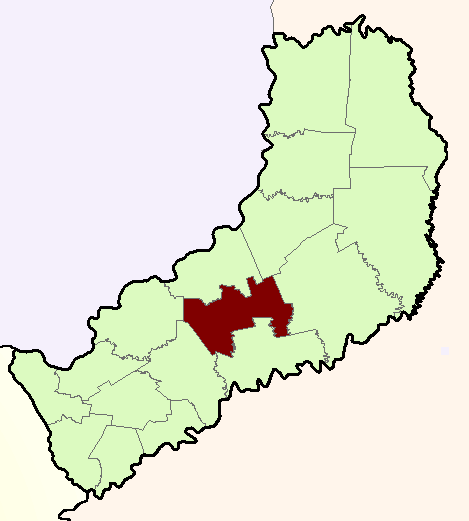
Departament Cainguás na tle prowincji Misiones

Departament Cainguás – jeden z 17 departamentów argentyńskiej prowincji Misiones. Stolicą departamentu jest miasto Campo Grande.
Powierzchnia departamentu wynosi 1608 km². Na obszarze tym w 2010 roku mieszkało 53 267 ludzi, a gęstość zaludnienia wynosiła 33,1 mieszkańców/km².
Jest jednym z dwóch departamentów Misiones graniczących jedynie z departamentami tej prowincji. Wokół niego znajdują się departamenty: San Ignacio, Libertador General San Martín, Montecarlo, Guaraní, 25 de Mayo oraz  Oberá.